# Grupa Operacyjna Dolnośląskie WOPR

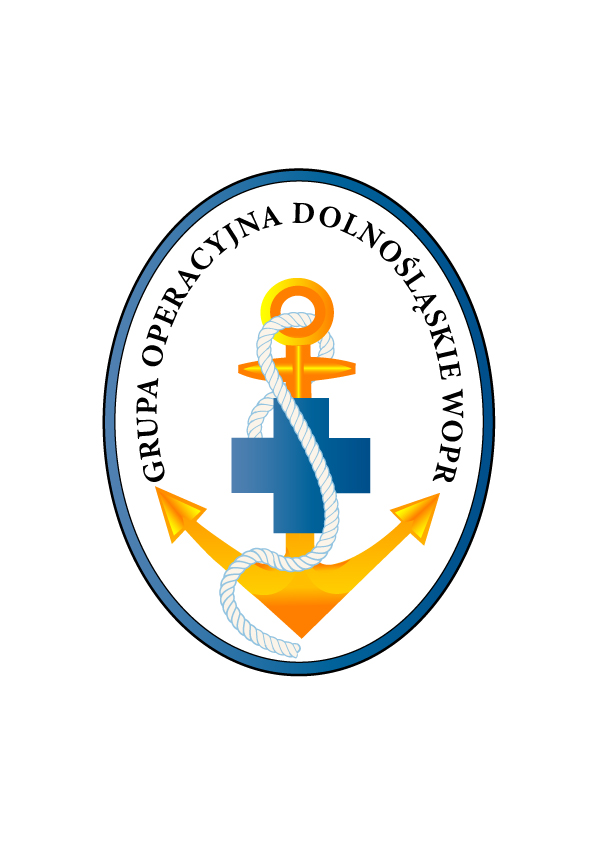
Logo Grupy Operacyjnej Dolnośląskie WOPR

Grupa Operacyjna Dolnośląskie WOPR – jednostka ratownicza działająca przy Dolnośląskim WOPR, powstała po powodzi "stulecia" w 1997 roku. Z czasem przerodziła się w profesjonalną, wyszkoloną jednostkę ratowniczą. Działała w latach 1997- 2012. 
W latach swojej świetności Grupa Operacyjna liczyła przeszło  100 członków, w skład której wchodzili młodsi ratownicy, ratownicy i starsi ratownicy WOPR oraz instruktorzy WOPR, motorowodni, nurkowania (CMAS oraz PADI), żeglarstwa, ratownicy medyczni, grotołazi i alpiniści. Grupa specjalizowała się w sprzętowym ratownictwie wodnym, w szczególności z wykorzystaniem łodzi motorowych. 

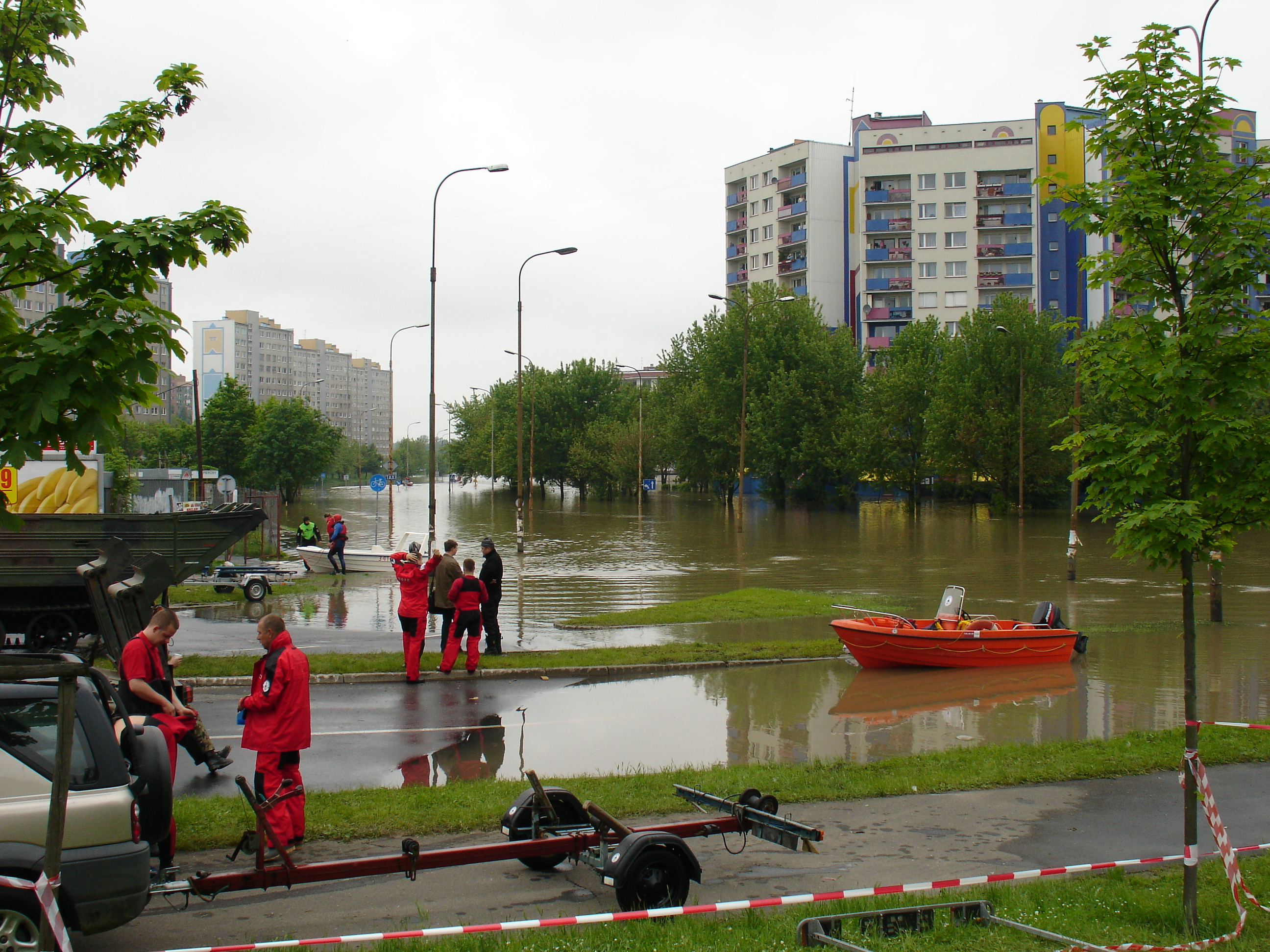
Członkowie Grupy Operacyjnej Dolnośląskiego WOPR podczas działań na wrocławskim Kozanowie w trakcie powodzi w 2010 roku

Działalność statutowa GO obejmowała:
- nadzór ratowników podczas regat wioślarskich, żeglarskich, koncertów, pikników, produkcji filmowych oraz innych imprez organizowanych nad Odrą, w szczególności na Wrocławskim Węźle Wodnym,
- codzienne patrole Wrocławskiego Węzła Wodnego,
- całodobowe dyżury w Centrum Koordynacji Ratownictwa Wodnego, mieszczącym się we Wrocławiu, pod numerem 601-100-100- zintegrowany system ratownictwa wodnego w Polsce,
- pogadanki o bezpieczeństwie nad wodą w placówkach oświatowych i pozaoświatowych,
- aktywne uczestnictwo w festynach i innych imprezach promujących: bezpieczne zachowanie nad wodą, działalność charytatywną (np. WOŚP), także z udziałem władz miasta Wrocławia.

Grupa Operacyjna Dolnośląskie WOPR działała we współpracy z:
- Komendą Wojewódzką i Miejską Policji,
- Komisariatem Policji Wodnej we Wrocławiu,
- Strażą Miejską,
- Strażą Pożarną,
- Pogotowiem Ratunkowym,
- PCK,
- GOPR,
- Centrum Zarządzania Kryzysowego Urzędu Wojewódzkiego,
- Urzędem Miejskim,
- Urzędem Marszałkowskim.